# Нардаранский замок
Нардаранский замок (азерб. Nardaran qalası) — замок в посёлке Нардаран в Азербайджане, построенный в 1301 году архитектором Махмудом сыном Са’да на севере Апшеронского полуострова. Высота башни 12,5 м. Она расположена в центре квадратного двора, обнесённого каменными стенами высотой 6 м, имеющего угловые башни с барьером и бойницами. Дату сооружения (700 год хиджры) и имя зодчего сообщают имеющиеся на её фасаде две надписи.

## Постройка замка
Имеющиеся на фасаде башни две надписи сообщают дату сооружения 700 год хиджры (1301 год) и имя зодчего — Махмуд, сын Са'да (или Махмуд, сын Сеида).
Так, над входом в центральную башню, на высоте второго этажа имеются две надписи, высеченные из камня. Первая большая надпись гласит:
Во имя Аллаха! милостивого, милосердного. Приказала строить эту талиу (военную башню)… мать… на собственные чистые средства и деньги с целью (лицезреть) лицо божие, чтобы угодить ему и заслужить его награды. Дата: начало рамазана года семьсот.
Несколько выше первой, восточнее её вторая надпись значительно меньших размеров гласит:
Работа Махмуда сына Са'да.
Последняя надпись даёт имя мастера, построившего также старую мечеть и минарет в селении Шихово в XIV веке и мечеть в Бакинской крепости под названием «Молла-Ахмед-мечеть», с указанием даты 1300 года и с именем мастера.
Все три постройки говорят о незаурядных способностях мастера, хорошо знакомого с характером крепостных сооружений и обладавшего художественным чутьём, что хорошо видно по минарету в Шихово, отличавшемуся прекрасными пропорциями отдельных частей, чётким стройным силуэтом и красивым решётчатым резным орнаментом, украшавшим балюстраду балкона минарета.

## Архитектура замка
Высотой 12,5 м этот замок расположен в центре квадратного двора, обнесённого каменными стенами высотой 6 м. Эта каменная стена имеет угловые башни с барьером и бойницами. По высоте башня состоит из трёх ярусов, перекрытых каменными плоскими купольными сводами и связанных между собой каменными лестницами. Башня сложена из местного камня.
Но само по себе географическое положение Нардаранской башни говорит о том, что здесь не могло быть передового укрепления. Подобные укрепления строились лишь там, откуда можно было ожидать нападения, для Апшерона такими районами были его западные пределы и морское побережье. Нардаранская же башня находится довольно далеко как от западных границ Апшерона, так и от его побережья.
- Почтовая марка Азербайджана, 2000